# Superprestige 2009-2010
Navigation
2008-2009 2010-2011
Le Superprestige 2009-2010 est la 28e édition du Superprestige, compétition qui se déroule entre le 11 octobre 2009 et le 17 février 2010 et composée de huit manches pour les élites hommes, espoirs et juniors ayant lieu en Belgique et aux Pays-Bas. Toutes les épreuves font partie du calendrier de la saison de cyclo-cross masculine 2009-2010. Les classements sont remportés par le Tchèque Zdeněk Štybar chez les élites, par le Belge Tom Meeusen chez les espoirs et par le Néerlandais David van der Poel chez les juniors.

## Barème
Les 15 premiers de chaque course marquent des points pour le classement général suivant le tableau suivant :
| Position           | 1er | 2e | 3e | 4e | 5e | 6e | 7e | 8e | 9e | 10e | 11e | 12e | 13e | 14e | 15e |
| Classement général | 15  | 14 | 13 | 12 | 11 | 10 | 9  | 8  | 7  | 6   | 5   | 4   | 3   | 2   | 1   |

## Hommes élites

### Résultats
| # | Date         | Lieu                                       | Vainqueur     | Deuxième      | Troisième           | Leader du classement général |
| - | ------------ | ------------------------------------------ | ------------- | ------------- | ------------------- | ---------------------------- |
| 1 | 11 octobre   | Ruddervoorde (Cyclo-cross de Ruddervoorde) | Sven Nys      | Niels Albert  | Zdeněk Štybar       | Sven Nys                     |
| 2 | 1er novembre | Hoogstraten (Vlaamse Aardbeiencross)       | Niels Albert  | Zdeněk Štybar | Sven Nys            | Niels Albert                 |
| 3 | 15 novembre  | Gavere (Cyclo-cross d'Asper-Gavere)        | Niels Albert  | Sven Nys      | Zdeněk Štybar       | Niels Albert                 |
| 4 | 22 novembre  | Hamme-Zogge (Bollekescross)                | Zdeněk Štybar | Sven Nys      | Klaas Vantornout    | Niels Albert / Sven Nys      |
| 5 | 29 novembre  | Gieten (Cyclo-cross de Gieten)             | Sven Nys      | Kevin Pauwels | Niels Albert        | Sven Nys                     |
| 6 | 27 décembre  | Diegem (Cyclo-cross de Diegem)             | Niels Albert  | Zdeněk Štybar | Kevin Pauwels       | Niels Albert                 |
| 7 | 7 février    | Zonhoven (Cyclo-cross de Zonhoven)         | Sven Nys      | Zdeněk Štybar | Kevin Pauwels       | Zdeněk Štybar                |
| 8 | 14 février   | Vorselaar (GP Fidea)                       | Zdeněk Štybar | Niels Albert  | Radomír Šimůnek jr. | Zdeněk Štybar                |

### Classement général
| Pos | Coureur             | Points |
| --- | ------------------- | ------ |
| 1   | Zdeněk Štybar       | 110    |
| 2   | Niels Albert        | 109    |
| 3   | Sven Nys            | 98     |
| 4   | Klaas Vantornout    | 88     |
| 5   | Kevin Pauwels       | 82     |
| 6   | Bart Aernouts       | 61     |
| 7   | Radomír Šimůnek jr. | 57     |
| 8   | Erwin Vervecken     | 50     |
| 9   | Gerben de Knegt     | 48     |
| 10  | Sven Vanthourenhout | 39     |

## Hommes espoirs

### Résultats
| # | Date         | Lieu                                       | Vainqueur       | Deuxième                | Troisième               | Leader du classement général |
| - | ------------ | ------------------------------------------ | --------------- | ----------------------- | ----------------------- | ---------------------------- |
| 1 | 11 octobre   | Ruddervoorde (Cyclo-cross de Ruddervoorde) | Micki van Empel | Tom Meeusen             | Jim Aernouts            | Micki van Empel              |
| 2 | 1er novembre | Hoogstraten (Vlaamse Aardbeiencross)       | Róbert Gavenda  | Paweł Szczepaniak       | Tom Meeusen             | Tom Meeusen                  |
| 3 | 15 novembre  | Gavere (Cyclo-cross d'Asper-Gavere)        | Tom Meeusen     | Vincent Baestaens       | Jim Aernouts            | Tom Meeusen                  |
| 4 | 22 novembre  | Hamme-Zogge (Bollekescross)                | Tom Meeusen     | Micki van Empel         | Vincent Baestaens       | Tom Meeusen                  |
| 5 | 29 novembre  | Gieten (Cyclo-cross de Gieten)             | Tom Meeusen     | Kacper Szczepaniak      | Kenneth Van Compernolle | Tom Meeusen                  |
| 6 | 27 décembre  | Diegem (Cyclo-cross de Diegem)             | Tom Meeusen     | Kacper Szczepaniak      | Jan Denuwelaere         | Tom Meeusen                  |
| 7 | 7 février    | Zonhoven (Cyclo-cross de Zonhoven)         | Jan Denuwelaere | Kenneth Van Compernolle | Tom Meeusen             | Tom Meeusen                  |
| 8 | 14 février   | Vorselaar (GP Fidea)                       | Tom Meeusen     | Vincent Baestaens       | Jim Aernouts            | Tom Meeusen                  |

### Classement général
| Pos | Coureur                 | Points |
| --- | ----------------------- | ------ |
| 1   | Tom Meeusen             | 89     |
| 2   | Jim Aernouts            | 70     |
| 3   | Kenneth Van Compernolle | 65     |
| 4   | Jan Denuwelaere         | 64     |
| 5   | Vincent Baestaens       | 62     |
| 6   | Micki van Empel         | 56     |
| 7   | Róbert Gavenda          | 54     |
| 8   | Lars van der Haar       | 53     |
| 9   | Kacper Szczepaniak      | 45     |
| 10  | Paweł Szczepaniak       | 44     |

## Hommes juniors

### Résultats
| # | Date         | Lieu                                       | Vainqueur          | Deuxième         | Troisième               | Leader du classement général |
| - | ------------ | ------------------------------------------ | ------------------ | ---------------- | ----------------------- | ---------------------------- |
| 1 | 11 octobre   | Ruddervoorde (Cyclo-cross de Ruddervoorde) | Laurens Sweeck     | Mike Teunissen   | David van der Poel      | Laurens Sweeck               |
| 2 | 1er novembre | Hoogstraten (Vlaamse Aardbeiencross)       | Émilien Viennet    | Laurens Sweeck   | Michiel van der Heijden | Laurens Sweeck               |
| 3 | 15 novembre  | Gavere (Cyclo-cross d'Asper-Gavere)        | David van der Poel | Laurens Sweeck   | Michiel van der Heijden | Laurens Sweeck               |
| 4 | 22 novembre  | Hamme-Zogge (Bollekescross)                | David van der Poel | Mike Teunissen   | Gert-Jan Bosman         | Laurens Sweeck               |
| 5 | 29 novembre  | Gieten (Cyclo-cross de Gieten)             | David van der Poel | Mike Teunissen   | Emiel Dolfsma           | Mike Teunissen               |
| 6 | 27 décembre  | Diegem (Cyclo-cross de Diegem)             | Mike Teunissen     | Danny van Poppel | David van der Poel      | Mike Teunissen               |
| 7 | 7 février    | Zonhoven (Cyclo-cross de Zonhoven)         | David van der Poel | Laurens Sweeck   | Jens Adams              | David van der Poel           |
| 8 | 14 février   | Vorselaar (GP Fidea)                       | Tim Merlier        | Diether Sweeck   | David van der Poel      | David van der Poel           |

### Classement général
| Pos | Coureur                 | Points |
| --- | ----------------------- | ------ |
| 1   | David van der Poel      | 86     |
| 2   | Laurens Sweeck          | 78     |
| 3   | Mike Teunissen          | 77     |
| 4   | Michiel van der Heijden | 69     |
| 5   | Gert-Jan Bosman         | 66     |
| 6   | Jens Adams              | 62     |
| 7   | Gianni Vermeersch       | 51     |
| 8   | Danny van Poppel        | 50     |
| 9   | Xandro Meurisse         | 49     |
| 10  | Emiel Dolfsma           | 45     |